# Cassidy Gifford
Cassidy Erin Gifford (* 2. August 1993 in Greenwich, Fairfield County, Connecticut) ist eine US-amerikanische Schauspielerin.

## Leben
Gifford ist die Tochter der Schauspielerin Kathie Lee Gifford und des American-Football-Spielers und Sportmoderators Frank Gifford. Ihr älterer Bruder ist der Schauspieler Cody Gifford (* 1990). Sie hat außerdem drei ältere Halb-Geschwister. Seit dem 13. Juni 2020 ist sie mit Ben Wierda verheiratet. Sie debütierte 2004 im Fernsehfilm Like Cats and Dogs als Filmschauspielerin. Im Folgejahr durfte sie in einer Episode der Fernsehserie Raven blickt durch mitwirken. Anfang der 2010er Jahre folgten Episodenrollen in den Fernsehserien Zack & Cody an Bord und Blue Bloods – Crime Scene New York. Mit ihr wurden Nebenrollen in Gott ist nicht tot, Gallows – Jede Schule hat ein Geheimnis oder Caged No More besetzt. 2017 hatte sie eine der Hauptrollen im Film Time Trap. 2019 war sie in insgesamt 23 Episoden der Fernsehserie The Baxters in der Rolle der Reagan Decker zu sehen.

## Filmografie
- 2004: Like Cats and Dogs (Fernsehfilm)
- 2005: Raven blickt durch (That’s So Raven) (Fernsehserie, Episode 3x11)
- 2010: Zack & Cody an Bord (The Suite Life on Deck) (Fernsehserie, Episode 2x22)
- 2011: Adventures of Serial Buddies
- 2011: Blue Bloods – Crime Scene New York (Blue Bloods) (Fernsehserie, Episode 2x01)
- 2014: Gott ist nicht tot (God’s Not Dead)
- 2015: Gallows – Jede Schule hat ein Geheimnis (The Gallows)
- 2016: Caged No More
- 2016: Dark Pledge (Fernsehfilm)
- 2017: The Detour (Fernsehserie, Episode 2x02)
- 2017: Like Cats & Dogs (Fernsehfilm)
- 2017: Time Trap
- 2017: Ten
- 2019: The Baxters (Fernsehserie, 23 Episoden)
- seit 2024: The Baxters (Fernsehserie)